# Anita Heiss
Anita Marianne Heiss, née en 1968, est une autrice, poétesse, activiste culturelle et commentatrice sociale aborigène australienne. Elle défend la littérature autochtone et l'alphabétisation de ses populations, à travers ses écrits pour adultes et enfants et son appartenance à des conseils et comités. En 2022, elle est membre de l'Ordre d'Australie.

## Biographie
Heiss est née à Sydney en 1968 et est membre du peuple Wiradjuri du centre de la Nouvelle-Galles du Sud. Sa mère, Elsie Williams, est née à Erambie Mission à Cowra, tandis que son père, Josef Heiss, est né à Sankt Michael im Lungau en Autriche,.
Heiss a fait ses études au St Clare's College de Waverley, puis à l'Université de Nouvelle-Galles du Sud, où elle a obtenu son baccalauréat ès arts en 1989. Après avoir été cadette au Bureau australien d'aide au développement international (plus tard AusAID) à Canberra, elle est retournée à l'Université de Nouvelle-Galles du Sud pour terminer un baccalauréat spécialisé en histoire en 1991. Elle a obtenu son doctorat en communication et médias à l'Université occidentale de Sydney en 2000, devenant ainsi la première étudiante autochtone de l'université à y parvenir, ce qu'elle considère comme sa plus grande fierté. Tout en travaillant sur son doctorat, Heiss dirige des ateliers d'écriture dans la région de la Nouvelle-Galles du Sud et s'est également rendue au Canada et en Nouvelle-Zélande pour y faire des recherches, donnant plusieurs conférences invitées à l'étranger.

## Carrière littéraire
Heiss est connue comme autrice, poète, activiste culturel et commentatrice social. Son travail couvre la non-fiction, la fiction historique, la chick lit, la poésie, les commentaires sociaux et les articles de voyage. En 2004, elle est écrivaine en résidence à l'Université Macquarie à Sydney, un poste à temps partiel et elle travaille en même temps à domicile sur son écriture.  
Elle met au centre de son écriture l'histoire et les femmes autochtones. Son roman Barbed wire and cherry blossoms publié en 2016 raconte l'évasion de Cowra d'un point de vue aborigène et australien en puisant dans les histoires Wiradjuri que lui a raconté sa mère sur cette période. 
Dirrayawadha publié en 2024 explore l'histoire des premières nations et des guerres de la frontière en Australie à Bathurst dans les années 1820. Le roman se place du point de vue des Wiradjuri et d'un forçeat irlandais, en explorant les thèmes de respect mutuel et de protection de l'environnement. 
Anita Heiss pense que les auteurs non aborigènes devraient éviter d'écrire sur les premières nations, en raison des représentations négatives qu'ils induisent en général dans leurs œuvres littéraires. Pour cette raison, quand en 2024 Jamie Olliver est critiqué pour son livre jeunesse Billy and the Epic Escape qui perpétue des stéréotypes et des erreurs tout en faisant abstraction de l'oppression violente des peuples des Premières nations, Heiss exprime l'avis que le livre devrait être retiré des ventes.  

## Carrière universitaire
Après avoir obtenu son doctorat, Heiss enseigne un cours d'introduction à l'Australie indigène à l'Université occidentale de Sydney, mais elle perd ses illusions sur le milieu universitaire et démissionne de son poste après un an ou deux, tout en conservant son rôle non rémunéré de professeure associée adjointe au Badanami Center pour l'éducation autochtone à l'université, un poste qu'elle occupe jusqu'en 2011.
Heiss est chercheuse consultante et écrivaine pour le site web d'histoire aborigène Barani, publié pour la première fois par la ville de Sydney en 2001. Elle considère que l'enseignement des langues aborigènes est primordiale pour reconstruire les premières nations australienne, et que la politique et la littérature forment un nexus.
Elle est directrice adjointe du département d'études autochtones de Warawara à l'Université Macquarie de 2005 à 2006.
Elle est professeure adjointe à la Institut de Jumbunna pour l'éducation et la recherche autochtones (en) de l'Université de technologie de Sydney de 2012 à 2014.
En 2021, Heiss est professeure en communication au département d'études des aborigènes à l'Université du Queensland.

## Autres rôles et activités
En 1993, Heiss participe à un atelier d'écrivains avec Jared Thomas (en) et Kerry Reed-Gilbert (en) au cours duquel ils décident de créer le Réseau des écrivains des Premières nations d'Australie (en).
De 1998 à 2004, puis à partir de 2007, elle a siégé au comité de direction de la Société australienne des auteurs (en)(ASA).
De 2001 à 2003, elle a été conseillère en communication pour le Conseil des arts aborigènes et insulaires du détroit de Torres du Conseil australien des arts (en).
Heiss a été présidente de Koori Radio (en) jusqu'en septembre 2008.
Elle a été témoin dans Eatock v Bolt (en), une décision de 2011 de la Cour fédérale d'Australie (en) qui a jugé que deux articles écrits par le chroniqueur et commentateur Andrew Bolt (en) et publiés dans le journal Herald Sun avaient enfreint l'article 18C de la loi de 1975 sur la discrimination raciale (en). Bolt avait accusé Heiss et d'autres peuples autochtones de « choisir » leur identité à des fins personnelles.
En 2011, Heiss est membre du conseil d'administration de la National Aboriginal Sporting Chance Academy et ambassadrice de la Journée de l'alphabétisation autochtone et du programme Books in Homes. Elle a soutenu le Centre national d'excellence autochtone,, une entreprise sociale à Sydney. En 2015, Heiss est devenu ambassadeur du Worawa Aboriginal College,.
En 2017, Heiss est nommée au conseil d'administration de la State Library of Queensland. En 2021, elle n'est plus membre du conseil d'administration, mais membre du groupe consultatif autochtone, un groupe consultatif indépendant du conseil d'administration de la bibliothèque.
Heiss est ambassadrice de la Fondation GO, fondée par Adam Goodes, Michael O'Loughlin et James Gallichan ; et du club de football australien des Sydney Swans. Elle dirige également sa propre entreprise de communication, Curringa Communications.

## Distinctions
- 2003: Lauréate : médaille inaugurale de la Société australienne des auteurs (en) pour sa contribution à la communauté et à la vie australiennes[27]
- 2007 : Lauréate du Deadly Award (en) de la contribution la plus remarquable à la littérature pour Not Meeting Mr Right[28].
- 2008 - Lauréate du Deadly Award de la contribution la plus remarquable à la littérature, avec Peter Minter, pour the Macquarie PEN Anthology of Aboriginal Literature[29]
- 2010 – Lauréate du Deadly Award de la contribution la plus remarquable à la littérature pour Manhattan Dreaming[30]
- 2011 – Lauréate du Deadly Award de la contribution la plus remarquable à la littérature pour Paris Dreaming[31]
- 2012 : Lauréate du Prix littéraire du premier ministre de Victoria pour l'écriture autochtone (en) pour Am I Black Enough for You?[32]
- 2022 - Lauréate du Prix littéraire du premier ministre de la Nouvelle-Galles du Sud (en) pour Bila Yarrudhanggalangdhuray[33],[34].
- 2022 : Membre de l'Ordre d'Australie[35],[36]

## Œuvres choisies

### Non-fiction
- Am I Black Enough For You? (Random House, 2012)  (ISBN 9781742751924)[37]
- Macquarie PEN Anthology of Aboriginal Literature edited Anita Heiss and Peter Minter (Allen & Unwin Sydney 2008)  (ISBN 978 1 74175 438 4)
- Dhuuluu-yala, To Talk Straight: Publishing indigenous literature (Aboriginal Studies Press, 2003)  (ISBN 0-85575-444-3)

### Roman
- Bila Yarrudhanggalangdhuray: River of Dreams (en), (2021), Simon & Schuster Australia,  (ISBN 9781760850449)[38].
- Barbed Wire and Cherry Blossoms, (2016), Simon & Schuster Australia  (ISBN 9781925184846)[39].
- Tiddas (en) (Simon & Schuster, Australia 2014)  (ISBN 978 1 92205 2285)
- Paris Dreaming (Bantam, Australia 2011)  (ISBN 9781741668933)
- Manhattan Dreaming (Bantam, Australia 2010)  (ISBN 978 1 86471 1288)
- Avoiding Mr Right (Bantam, Australia 2008)  (ISBN 9781863256049)
- Not Meeting Mr. Right (Bantam, Australia 2007)  (ISBN 978-1-86325-511-0)
- Dirrayawadha: Rise Up, Simon & Schuster Australia, 2024 (ISBN 978-1-76110-527-2 et 978-1-76110-529-6)[40].

### Littérature de jeunesse
- Who am I? The diary of Mary Talence, Sydney 1937 (Scholastic, Australia 2001)  (ISBN 1-86504-361-3)
- Yirra and her deadly dog, Demon (ABC Books, 2007)  (ISBN 978-0-7333-2039-2)
- Demon Guards the School Yard (OUP / Laguna Bay, Australia 2011)  (ISBN 9780195572568)
- My Australian Story: Our Race for Reconciliation (Scholastic, Australia 2017)  (ISBN 9781760276119)
- Koori Princess (Magabala Books 2022)  (ISBN 9781922613158)[41]

### Poésie
- Token Koori (Curringa Communications, 1998)  (ISBN 0-646-35290-3) I'm Not Racist, But ... (Salt, 2007)  (ISBN 978-1-84471-316-5)
- I'm Not Racist, But ... (Salt, 2007)  (ISBN 978-1-84471-316-5)

### Humour
- Sacred cows (Magabala (en), 1996)  (ISBN 1-875641-25-4)

### En tant qu'éditrice
- Growing up Wiradjuri (Magabala Books, 2022)  (ISBN 1922613746)[42]
- Growing Up Aboriginal In Australia (en) (editor) (Black Inc (en), 2018)  (ISBN 9781863959810)
- Life in Gadigal Country (Gadigal Information Service, 2002)  (ISBN 0 9580923 0 3)
- Stories without End (Halstead Press, Australia, 2002)  (ISBN 1875684956)